# Estados Unidos da Grande Áustria

grupos étnicos dos Estados Unidos da Grande Áustria

A monarquia dos Estados Unidos da Grande Áustria (alemão: Vereinigte Staaten von Groß-Österreich) foi uma ideia desenvolvida por acadêmicos a pedido do herdeiro do trono austro-húngaro, Francisco Fernando da Áustria, que acabou nunca se concretizando. Esta proposta, em específico, foi concebida por Aurel Popovici em 1906.

## Antecedentes
Com a chegada do século XX, o maior problema enfrentado pelo Império Austro-Húngaro consistia na existência de onze grupos étnicos distintos nos territórios dos Habsburgo, quando apenas os alemães e os húngaros (que juntos contavam aproximadamente 44% da população total) podiam exercer o poder. Os outros nove grupos étnicos integrantes da monarquia (checos, polacos, rutenos, romenos, croatas, eslovacos, sérvios, eslovenos e italianos) não tinham meios de atingir o poder.
A ideia original do sistema de monarquia dual do tio de Francisco Fernando, o imperador Francisco José I da Áustria, separava os antigos territórios da Monarquia Habsburgo em duas áreas, a Cisleitânia e a Transleitânia, dominadas pela Áustria e pelo Hungria, respectivamente. Entretanto, após vários problemas (como atos de terrorismo), tornou-se claro que a noção de dois grupos dominantes e nove submissos à vontade dos primeiros não poderia sobreviver perpetuamente, especialmente em virtude dos acontecimentos que desenrolavam na Europa nesta época.
Francisco Fernando planejou mudar radicalmente o mapa da Áustria-Hungria, criando vários "estados" semi-autônomos que compartilhavam semelhanças étnicas e lingüísticas e que viriam a participar de uma confederação maior conhecida como Estados Unidos da Grande Áustria. Sob este plano, as diferentes identificações culturais seriam encorajadas e o desproporcional balanço de poder seria teoricamente ajustado. A ideia encontraria ainda uma forte oposição da coroa húngara, já que uma reforma direta do gênero levaria a uma perda significativa de território para a Hungria.
Todos os esforços seriam abandonados quando o arquiduque foi assassinado em 1914, o que levaria ao espoletamento da Primeira Guerra Mundial no mesmo ano. A Áustria-Hungria foi derrotada na guerra e desmantelada, e vários novos estados foram criados na Europa centro-oriental, assim como vários territórios foram cedidos para países vizinhos que já existiam anteriormente (como a Transilvânia, que passou ao controle da Romênia).

## Proposta de Aurel Popovici

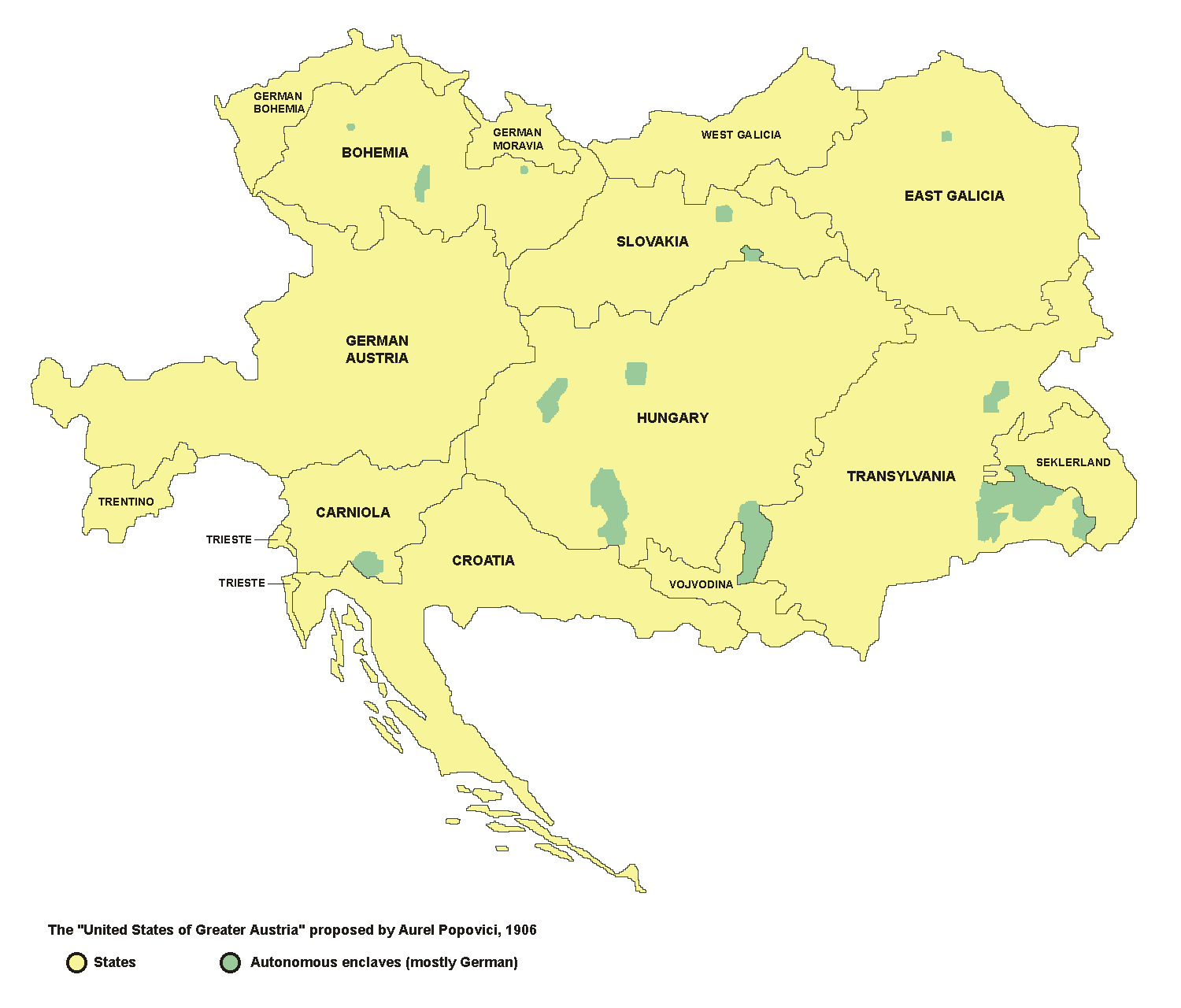
Estados Unidos da Grande Áustria, de acordo com proposta de Popovici.

A ideia foi originada pelo revolucionário húngaro Lajos Kossuth, que propôs transformar o Império Habsburgo em um "Estado Danubiano", ou seja, um estado federal com várias regiões autônomas. Os territórios seguintes se tornariam estados da federação depois da reforma (note-se que deutsch não teria nenhuma relação com o Império Alemão, mas sim com a maioria étnica alemã da região em questão). O grupo étnico maioritário de cada território também está listado.
- Deutsch-Österreich (Áustria Alemã, parte das atuais Áustria e Itália, maioria alemã)
- Deutsch-Böhmen (Boêmia Alemã, noroeste da atual República Tcheca, maioria alemã)
- Deutsch-Mähren (Morávia Alemã, nordeste da atual República Tcheca, maioria alemã)
- Böhmen (Boêmia, centro-sul da atual República Tcheca, maioria tcheca e morávia)
- Slowakenland (Eslováquia, atual Eslováquia, maioria eslovaca)
- West-Galizien (Galícia do Oeste, parte da atual Polônia, maioria polaca)
- Ost-Galizien (Galícia do Leste, parte das atuais Ucrânia e Polônia, maioria rutena e ucraniana)
- Ungarn (Hungria, atual Hungria, sul da Eslováquia e norte da Voivodina, maioria magiar)
- Seklerland (Székely Land, parte da atual Romênia, maioria magiar)
- Siebenbürgen (Transilvânia, parte das atuais Romênia e Ucrânia, maioria romena)
- Trento (Trentino, parte da atual Itália, maioria italiana)
- Triest (Trieste e Gorizia, partes das atuais Itália, Croácia e Eslovênia, maioria italiana)
- Krain (Carniola, atual Eslovênia e sul da Caríntia, maioria eslovena)
- Kroatien (Croácia, partes das atuais Sérvia e Montenegro, maioria croata)
- Woiwodina (Voivodina, parte da atual Sérvia, maioria sérvia)

Como complemento, um certo número de enclaves no leste da Transilvânia e em várias outras regiões da federação teriam uma autonomia limitada.